# Formica exsecta
Formica exsecta é uma espécie de formiga do gênero Formica, pertencente à subfamília Formicinae.